# Culicivora caudacuta
Culicivora caudacuta е вид птица от семейство Tyrannidae, единствен представител на род Culicivora. Видът е световно застрашен, със статут Уязвим.

## Разпространение
Видът е разпространен в Аржентина, Боливия, Бразилия, Парагвай и Уругвай.